# Galceran Sacosta
Galceran Sacosta va ser bisbe de Vic entre 1328 i 1345. El bisbe de Vic, llavors tenia moltes terres (jurisdiccions). En l'època medieval els bisbes amb territori tenien la seva pròpia llei sobre la seva jurisdicció. Per això hi havia disputes entre barons, reis i eclesiàstics. En va tenir de sobretot de fortes i constants amb l'abadessa Blanca de Figuerola priora del convent de Santa Clara de Cervera.
Quan Manresa va decidir fer una séquia per la sequera que passaren, el bisbe va parar les obres a la seva jurisdicció. No volia que passessin per allà. Llavors el poble, i sobretot, els nobles manresans es van queixar al rei Pere III. Aquest que havia promès que la séquia seria una realitat i acabaria amb al fam a Manresa, es va enfadar, segons conten els historicistes, amb el bisbe. Llavors, tot de sobte, el bisbe es va enfadar molt més i va excomunicar Manresa. Aleshores, i al cap d'alguns mesos, Sacosta es va rendir i va deixar passar la séquia. Tot això es representa cada febrer a Manresa per la Fira de l'Aixada. La llegenda que els manresans conten per explicar el canvi de postura va ser que una llum arribada de Montserrat va parar a l'església del Carme de Manresa on el bisbe tement aquell miracle i interpretant que no estava fent el correcte va cedir a les pretensions del rei i de Manresa. Altres, diuen que el rei va pressionar tan fort al bisbe que no va tenir més remei que deixar passar les obres, ja que sinó el rei hagués perdut autoritat davant el seu poble.